# オリンプ-2
オリンプ-2 (ロシア語:Стадион «Олимп-2») はロシア・ロストフ州、ロストフ・ナ・ドヌにあるスタジアム。ロシア・プレミアリーグに所属しているFCロストフがホームスタジアムとして使用している。

## 概要
スタジアムは1930年に農業機械メーカーのロスツェリマシュの出資により建設された。そのためスタジアムは以前「ロスツェリマシュ」という名称で呼ばれていた。1957年から1970年まではFC SKAロストフ・ナ・ドヌのホームスタジアムとして使用された。1950年代には第9位の32.000人の収容能力を誇った。
2002年末、老朽化した南スタンドは取り壊された。新たなスタンドを建設する事になっていたが建設開始するまでには5年の歳月を要した。当初の予定では7000席を設置する計画であったが後に3500席に変更された。建設費用は5690万ルーブル。2008年12月に南スタンドが完成をした。
2009/2010のロシア・カップの決勝ではモスクワ以外で最初の決勝戦が行われた。
2015年8月28日には、使用する両クラブで活躍したヴィクトル・パニジェーリニクの彫像が完成した。